# Ernst Edler von der Planitz

Ernst Edler von der Planitz

Ernst Alfons Edler von der Planitz (* 3. März 1857 in Norwich; † 24. Januar 1935 in Berlin-Kaulsdorf) war ein deutsch-amerikanischer Schriftsteller.

## Leben
Er wurde in den USA als Sohn von Moritz Karl Max Edler von der Planitz (1823–1857) und Karoline von Pachner (1821–1883) geboren.
Von der Planitz galt als Gegner des Naturalismus, forderte stattdessen einen idealistischen Realismus. Am 20. Juni 1881 heiratete er in Biberach Helene Magdalene Freiin Seutter von Lötzen (1860–1886), eine Tochter von Albrecht Ludwig Freiherr Seutter von Lötzen (1799–1864). Diese Ehe wurde im Jahre 1883 geschieden. Am 28. Mai 1895 heiratete er die Tochter des königlich-bayerischen Hauptmanns Georg Freiherr Zündt von Kentzingen, Adolphine Freiin Zündt von Kentzingen, seine zweite Ehefrau. Aus dieser Ehe ging mit Ernst Baldur Moritz (1897–1927) ein Sohn hervor.
Gegen 1907 ließ er in Kaulsdorf ein Landhaus im Goethestil errichten, in dem er – vermutlich bis zu seinem Tod – lebte. Er ist auf dem Friedhof Kaulsdorf bestattet.
Zu seinen Hobbys zählte die Meteorologie. Als Schriftsteller schuf er im Laufe seines Lebens über 50 Werke.
Nach ihm wurde 1927 die Planitzstraße in Kaulsdorf benannt; er lebte in deren Hausnummer 50.

## Werke (Auswahl)
- Der Dragoner von Gravelotte. Ein Reiter-Lied aus herlicher Zeit. Schweitzer, München 1887.
- Ein Königs-Märchen. Nißler, München 1890.
- Die Hexe von Goslar. Ein Spuk- und Zaubergesang. Piehler, Berlin 1898.
- Die Weiber von Weinsberg.in Sang von Weiberlist und Weibertreu. Piehler, Berlin 1898.
- Verschämte Lieder. Auf Leder gedichtet. Nißler, München 1889.
- Die volle Wahrheit über die Katastrophe in Meierling nach amtlichen und publicistischen Quellen, sowie den hinterlassenen Papieren. Nißler, München 1890.
- Das Geheimnis der Frauenkirche. Münchner Roman aus dem Ende des 19. Jahrhunderts. Piehler, Berlin 1893.
- Sisyphus’ Geschlecht. Schauspiel in 4 Aufzügen. Piehler, Berlin 1900.
- Die Lüge von Mayerling. Antwort an die Prinzessin Odescalchi auf ihre „Enthüllung“ über Kronprinz Rudolf und das Verbrechen der Vetsera. Piehler, Berlin 1900.
- Thronflüchtig. Liebesfehl und Liebesleid einer Kronprinzessin. Piehler, Berlin 1903.
- Der Esel vor Gericht. Zopfkomödie. Berlin 1904.
- Mein erster Leser. Piehler, Berlin und Wittenberg 1925.